# Bałtyk-Karkonosze-Tour
De Bałtyk-Karkonosze Tour is een Poolse etappekoers die wordt verreden tussen de Poolse Baltische kust en het Reuzengebergte (Pools: Karkonosze). 

## Geschiedenis
De wedstrijd werd in 1993 voor het eerst verreden en gewonnen door de Pool Radosław Romanik. Hij zou de drie edities die erop volgden ook winnen, evenals de edities van 2005 en 2008, en is hiermee nog steeds recordwinnaar met zes zeges. Vanaf 1996 werd de koers een professionele wedstrijd en werd met de start van de UCI Europe Tour in 2005 opgenomen op deze kalender met een classificatie van 2.2. Tussen 2010 en 2018 was het weer een koers op de nationale Poolse kalender, om in 2019 weer terug te keren in de UCI Europe Tour. Van 2021-2024 werd de wedstrijd niet georganiseerd. In 2025 keerde hij terug op de Europe Tourkalender, maar werd niet verreden.
Van 1993-2000 werd de koers in juli verreden, van 2001-2010 in juni en van 2011-2019 in mei. De editie van 2020 werd in september verreden op de aangepaste wielerkalender vanwege de coronapandemie. Voor 2025 stond hij op 18 en 19 juli onder de noemer Tour Bałtyk-Karkonosze op de kalender.
In de periode 1996-2014 vond de wedstrijd over zeven of acht etappes plaats, uitgezonderd 1997 die over vijf etappes ging en 2011 die over zes etappes ging. Van 2015-2019 ging de koers over vijf of zes etappes. De aangepaste editie van 2020 ging over drie etappes. In 2025 stonden er twee etappes op het programma.
Er zijn nog geen Belgische of Nederlandse eindoverwinnaars.

## Lijst van winnaars

### Meervoudige winnaars
| Zeges | Renner              | Jaren                              |
| ----- | ------------------- | ---------------------------------- |
| 6     | Radosław Romanik    | 1993, 1994, 1995, 1996, 2005, 2008 |
| 3     | Mateusz Taciak      | 2013, 2014, 2016                   |
| 2     | Oleksandr Klymienko | 2002, 2003                         |
| 2     | Robert Radosz       | 2000, 2011                         |

### Overwinningen per land
| Zeges | Land                                               |
| ----- | -------------------------------------------------- |
| 20    | Polen                                              |
| 3     | Oekraïne                                           |
| 1     | Bulgarije, Duitsland, Litouwen, Rusland, Slowakije |